# Авария в мина Сан Хосе (2010)
Аварията в мина Сан Хосе в Чили, на 45 километра северно от гр. Копиапо, става на 5 август 2010 г.
Това е промишлена авария, при която мината за добив на злато и мед се срутва и 33 миньори са затрупани под земята. Миньорите са блокирани на около 700 метра под повърхността на земята и на 5 км след входа на мината. Те остават живи, няма жертви, но прекарват 69 дни под земята, което представлява рекорд. Мината е била нестабилна в миналото, предизвиквала е и други инциденти, включително и смъртен случай.

## Предистория
Чили има дълга традиция в минното дело, което се развива през 20 век и прави от страната световен производител на мед.
Мината „Сан Хосе“ се притежава от частна компания, която има лоши резултати по безопасност на труда и е допуснала редица аварии с няколко смъртни случаи през последните години. Между 2004 и 2010 г. компанията получава 42 глоби за нарушаване на изискванията за безопасност. При авария през 2007 г. мината е затворена, след като роднини на загинал миньор осъждат компанията, но е отворена отново през 2008 г., въпреки че не отговаря на всички изисквания.
Чилийските миньори в медните мини са едни от най-високо платените миньори в Южна Америка. Въпреки че този инцидент повдига доста въпроси за сигурността на мините в страната, сериозните аварии в големите мини, собственост на държавната компания Codelco или на международните компании, са рядкост. Малките мини, като мината „Сан Хосе“, по принцип имат занижени условия за безопасност.

## Авария
Срутването става на 5 август 2010 г. в 14:00 ч. местно време по сведения на собствениците на мината. Спасителните действия започват на 6 август. По време на срутването в мината се намират 2 миньорски групи. В резултат на срутването се вдига облак прах, който заслепява много от миньорите за 6 часа и причинява възпаления на очите им. Първата миньорска група се намира близо до изхода на мината и успява да се спаси веднага без инциденти. Основната група от 33 миньори остава затрупана дълбоко под земята.
Затрупаната група прави опит да излезе през вентилационната шахта, но стълбите, които трябва да се намират там съобразно изискванията за безопасност, липсват, а шахтата впоследствие става неизползваема. Имало е изискване към собствениците да монтират стълби, за да бъде пусната мината отново в експлоатация, след като предишна авария принуждава надзорните власти да я затворят.
Отговорникът на смяната осъзнава тежката ситуация и че спасителната операция ще бъде сложна, ако не и невъзможна. Той събира всички миньори в специално помещение, наречено „убежище“, и подготвя хората и оскъдните хранителни запаси за дълго оцеляване. Опитните миньори са изпратени навън да наблюдават обстановката, а на мъжете с полезни умения са дадени ключови роли.

## Спасяване
Спасителната операция започва още на следващия ден, но миньорите са открити едва 17 дни по-късно – на 22 август. Изваждането на първия миньор започва на 12 октомври 2010 г. в 23:55 часа местно време, като спасителната капсула достига повърхността след 16 минути – на 13 октомври в 00:11 ч. На същата дата в 21:55 часа местно време е изваден и последният миньор, като с това спасителната мисия приключва успешно.